# Charles Lasègue

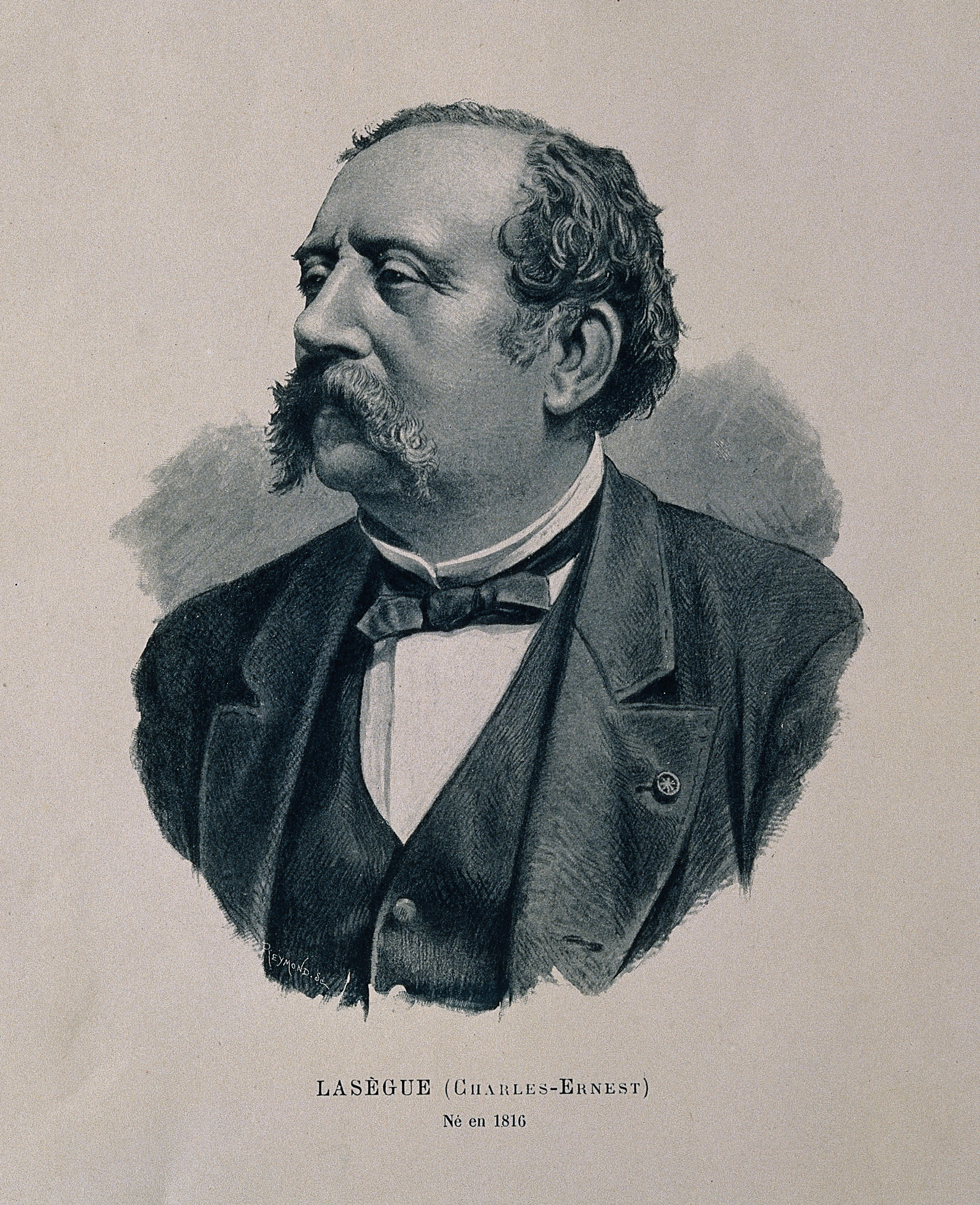
Ernest-Charles Lasègue

Ernest-Charles Lasègue (ur. 5 września 1816 w Paryżu, zm. 20 marca 1883 tamże) – francuski lekarz. Opisał objaw znany dziś jako objaw Lasègue’a.

## Życiorys
W 1847 roku ukończył studia medyczne w Paryżu. W 1848 wysłany przez francuski rząd na południe Rosji w celu zbadania epidemii cholery. Po powrocie praktykował w szpitalach Salpêtrière, Pitié i Necker. W 1869 został profesorem medycyny w Hôpital Necker.
Był autorem szeregu prac naukowych z dziedziny interny, neurologii i psychiatrii. Wprowadził do medycyny termin folie à deux, przedstawił jeden z pierwszych opisów jadłowstrętu psychicznego. 